# Bătălia Atlanticului (Al Doilea Război Mondial)
:
Bătălia Atlanticului a fost cea mai lungă campanie militară continuă a celui de-al Doilea Război Mondial, începând în 1939 și terminându-se doar odată cu capitularea Germaniei Naziste în 1945. Momentul de maximă intensitate a luptelor a fost atins  de la mijlocul anului 1940 până la sfârșitul anului 1943. Campania a opus vasele de suprafață și U-boot submarinele Marinei Germane, Marinei Regale Britanice și Marinei Regale Canadiene și mai târziu Marinei Statelor Unite,  
care asigurau securitatea convoaielor aliate, care transportau materiale de primă necesitate din America de Nord și de Sud spre Regatul Unit și Uniunea Sovietică. Submarinelor germane (U-boot) li s-au adăugat cele italiene, după ce Italia a intrat în război în iunie 1940.
Numele de „Bătălia Atlanticului”,  consacrat de Winston Churchill în 1941, este folosit oarecum impropriu pentru o campanie care a început în prima zi a conflictului european și a durat aproape 6 ani, a implicat mii de vase și s-a întins pe sute de mile marine într-o succesiune de peste 100 de bătălii a convoaielor și peste 1.000 de lupte navale singulare. Avantajul tactic s-a aflat de o parte sau de alta, funcție de dezvoltarea noilor arme și tactici de luptă. Britanicii și aliații lor au câștigat treptat controlul asupra traficului naval, obligând flota de suprafață a Germaniei să se retragă în locații sigure până în 1941 și învingând flota de submarine (U-boot) într-o lungă serie a bătăliilor convoaielor între martie și mai 1943. În 1945, în dotarea marinei germane a intrat o nouă generație de submarine performante, prea târziu însă pentru a mai schimba soarta războiului.

## Obiectivele strategice
Imperiul Britanic era o națiune insulară care stăpânea un uriaș imperiu colonial fiind prin aceasta dependent în cea mai mare parte de comerțul pe mare. Britanicii aveau nevoie de mai mult de un milion de tone de materiale diverse pentru industrie și de alimente pe săptămână pentru ca să supraviețuiască în lupta cu Germania. În esență, bătălia Atlanticului a fost un „război al tonajului”, Aliații străduindu-se să mențină fluxul aprovizionării transatlantice, iar germanii luptând să sufoce Regatul Unit prin interzicerea aprovizionării pe mare a insulei. Începând din 1942, germanii au mai avut ca obiectiv și prevenirea concentrării de trupe în insulele britanice, trupe care se pregăteau pentru debarcarea în Europa și deschiderea celui de-al doilea front. Înfrângerea marinei germane era o condiție obligatorie, fără de care nu se putea asigura succesul debarcării.

## Tacticile războiului submarin și ale apărării antisubmarin în perioada interbelică

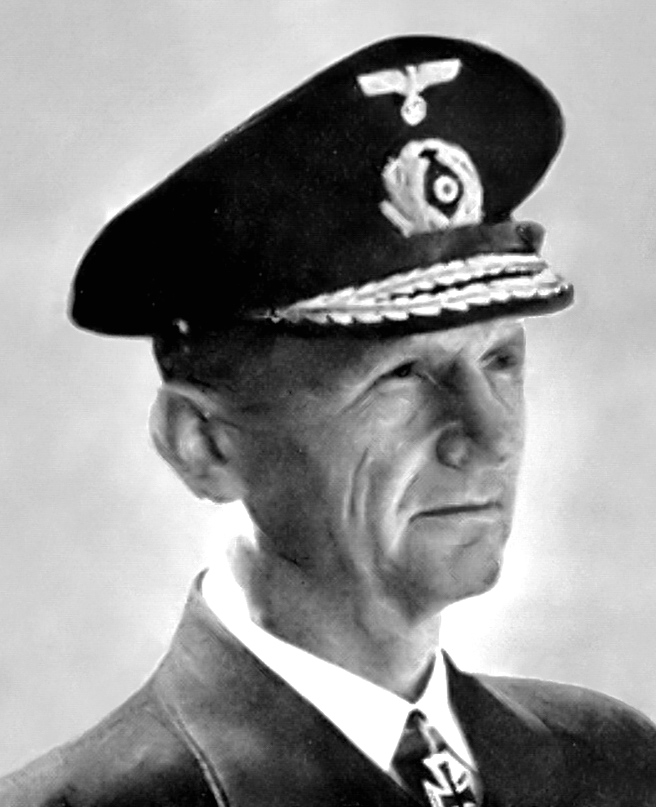
Viceamiralul Karl Dönitz, comandantul submarinelor germane între 1935-1943 și comandant suprem al marinei Germane între 1943-1945.

Mai înainte de izbucnirea războiului, comandantul submarinelor germane, viceamiralul Karl Dönitz, inițiase sistemul cunoscut ca „haită de lupi”, în care grupuri de submarine ar fi trebuit să atace navele maritime comerciale individuale sau convoaie întregi, copleșind prin număr orice dispozitiv militar de escortă. Pentru ca această tactică să fie un succes, Dönitz a calculat că e nevoie de cel puțin 300 de submarine, cu ajutorul cărora ar fi distrus transporturile navale britanice, ducând în cele din urmă la înfrângerea Regatului Unit.
Această tactică se afla într-un contrast puternic cu vederile împărtășite până atunci de planificatorii germani, în care submarinul era văzut mai degrabă ca un vânător singuratic, care trebuia să pândească în fața unui port inamic să atace vasele care intrau sau ieșeau din radă. O asemenea tactică fusese folosită cu succes de submarinele britanice în timpul Primului Război Mondial în luptele din Marea Baltică și din Bosfor, dar nu avea efectul scontat în cazul în care căile de acces spre porturi erau patrulate eficient de distrugătoarele de submarine. Au existat teoreticieni care susțineau că submarinele trebuie atașate pe lângă o flotă principală pentru a fi folosite în același fel cu distrugătoarele de suprafață. O asemenea abordare a fost încercată de germani în Iutlanda cu rezultate foarte slabe, în principal datorită tehnologiilor de comunicații submarine insuficient dezvoltate în acele vremuri. Japonezii au aderat de asemenea la tactica submarinelor atașate flotei și le-au folosit ori pentru blocarea traficului portuar ori pentru interzicerea convoaielor maritime. În acele timpuri submarinele erau văzute mai degrabă ca o armă a țărilor sărace. Această opinie era împărtășită și de mai-marii Kriegsmarine în frunte cu marele amiral Erich Raeder, care a reușit să obțină până în cele din urmă suficienți bani pentru crearea unei importante flote de suprafață.
Principala armă antisubmarină a britanicilor în perioada interbelică fuseseră navele de patrulare dotate cu detectoare ecometrice (cu sunet), tunuri de calibru redus și grenade submarine. Royal Navy, la fel ca majoritatea flotelor vremii, nu a pus în discuție în deceniile al treilea și al patrulea războiul antisubmarin, considerându-l un subiect tactic de o importanță periferică. Războiul submarin fără restricții fusese scos în afara legii prin tratatul de la Versailles. Războiul antisubmarin era considerat mai degrabă o acțiune „defensivă”, mulți dintre ofițerii de marină considerânt lupta antisubmarin la fel de plicticoasă și lipsită de glorie ca deminarea apelor. Din acest motiv, distrugătoarele de mare viteză aveau la bord și grenade antisubmarin, dar se aștepta ca asemenea vase să fie folosite mai degrabă în acțiuni combinate ale flotelor și nu în acțiuni de patrulare a apelor de coastă. Din aceste motive, echipajele distrugătoarelor erau slab pregătite în ceea ce privește lupta împotriva submarinelor.

### ASDIC
Dezvoltarea sonarului, (cunoscut și cu numele de ASDIC), a fost crucială pentru luptele din Atlantic într-un mod similar cu importanța dezvoltării radarului pentru victoria în bătăliei aeriene pentru Anglia. Acronimul ASDIC este considerat ca derivând de la Anti-Submarine Detection Investigation Committee sau Allied Submarine Detection Investigation Committee, sau cel puțin aceasta a fost explicația oficială, atunci când existență sistemului a devenit publică. Se pare că aceasta a fost o explicație construită după producerea sistemului antisubmarin, nicio urmă a vreunui asemenea Comitet negăsindu-se în arhivele Amiralității. Mult mai pluzibil pare explicația conform căreia, în timpul cercetărilor secrete pentru dezvoltarea acestei noi arme, oamenii de știință au fost sfătuiți să folosească denumiri codificate, pentru a împiedica spionii inamici să strângă orice fel de informație folositoare. Astfel, cercetările cu privire la propagarea sunetului (ultrasunetelor) au ajuns să fie denumite ca ASD (anti submarine detection – "detectare anti-submarin").
Faptul că sunetele se transmit foarte eficient prin apă era bine cunoscut încă din timpul Primului Război Mondial, perioadă în care s-au folosit microfoane plasate sub apă pentru „ascultarea” submarinelor. Erau recepționate nu doar sunetele produse de submarine, dar și altte zgomote și ecouri, dar aceasta a fost începutul detectării direcționale a țintelor submarine cu ajutorul sunetului.
Dispozitivul ASDIC era un traductor plasat într-o cupolă plasată sub vas, din care erau emise serii de pulsații sonore direcționate, care erau reflectate de obstacolele submarine aflate la cel mult 3.000 de yarzi (~ 2.750 m). Ecoul recepționat era interpretat de operatori, care trebuiau să fie foarte experimentați pentru a face deosebirea dintre semnalul unui submarin și cel al unui banc de pești. ASDIC era eficient numai în cazul în care nava purtătoare se deplasa cu viteză redusă, la viteze mai mari de 15 noduri (27,8 km/oră) zgomotul vasului străbătând valurile estompând toate ecourile submarine. Când era detectat un submarin inamic, un distrugător sau un alt tip de vas de escortă se deplasa deasupra țintei și lansa grenade de adâncime, reglate să explodeze la adâncimi bine stabilite. Pentru ca încărcăturile explozive submarine să fie eficiente, ele trebuiau să fie detonate la cel mult 6 metri de carcasa submersibilului vizat.
La începutul luptei antisubmarin, britanicii au avut o serie de dezavantaje, dintre care multe erau legate nu doar de imperfecțiunea sistemului. Exercițiile fuseseră făcute cu numai unul sau două echipaje ale unor distrugătoare, care urmăreau o țintă a cărei poziție de plecare era cunoscută pe lumina zilei, vânătoarea desfășurându-se în ape calme. Submarinele germane se puteau scufunda mult mai adânc decât cele britanice sau americane, sub adâncimea maximă de detonare a primelor grenade submarine britanice. Mai important, primele sonare nu puteau cerceta apele aflate imediat sub ele, operatorul pierzând semnalul reflectat de submarin în etapele finale ale atacului, când submarinul era manevrat extrem de rapid, pentru a scăpa de vânători. Primele dispozitive ASDIC erau de asemenea foarte sensibile la exploziile submarine, astfel că, dacă primul atac cu grenade submarine rata ținta, era foarte greu pentru operatorul sonarului să mai restabilească legătura cu ținta.
Credința că ASDIC-ul rezolvase problema luptei antisubmarin, acutele probleme bugetare ale deceniului al patrulea, caracterizat printr-o profundă criză economică și presiunile exercitate pentru modernizarea și a altor arme, au făcut ca pentru vasele și dispozitivele  de luptă antisumbarine să fie cheltuiți foarte puțini bani. Cea mai mare parte a banilor și cei mai buni ofițeri au fost destinați flotei de suprafață. În plus, britanicii s-au așteptat ca, la fel ca în Primul Război Mondial, submarinele germane s  se vor limiteze la acțiuni în regiunile de coastă și la amenințarea căilor de acces spre porturile maritime. Ca urmare, Marina Regală Britanică nu dispunea la începutul războiului de suficient de multe vase de escortă cu rază mare de acțiune pentru protejarea transporturilor transoceanice și, în mod evident, nu dispunea nici de ofițeri experimentați în lupta antisubmarin în largul oceanului. Comandamentul de coastă a Royal Air Force dispunea de avioane care puteau doar mitralia submarinele aflate la suprafață sau punctul în care acesta se scufundase.

## Primele lupte de hărțuire (septembrie 1939 – mai 1940)
În 1939, Kriegsmarine nu avea capacitatea necesară să facă față unei confruntări directe cu Marina Aliată. De aceea, strategia germană s-a bazat pe atacul vaselor comerciale inamice folosind acțiunea conjugată a vaselor de suprafață, (crucișătoare, cuirasate, distrugătoare, vase comerciale înarmate, etc), submarinelor și avioanelor. Un mare număr de vase de război germane erau deja în larg în momentul declanșării războiului, inlusiv cea mai mare parte a submarinelor disponibile și „cuirasatele de buzunar” (“Panzerschiff”) “Deutschland” și faimosul ”Admiral Graf Spee”, care erau în larg încă din august 1939. . Aceste două vase militare au declanșat atacuri imediate asupra vaselor comerciale Aliate. Submarinul german  “U-30” a scufundat vasul de linie britanic SS “Athenia” la numai câteva ore de la declararea războiului, în ciuda ordinelor primite care interziceau atacul împotriva vaselor de pasageri.
Flota germană de submarine, care avea să domine cea mai mare parte a bătăliei Atlanticului, dispunea de numai 57 de unități, vase cu rază de acțiune redusă din așa-numita „clasă II”, care au fost folosite în principal pentru acțiuni de minare a apelor teritoriale și porturilor britanice.
Odată cu izbucnirea războiului, francezii și britanicii au declanșat o blocadă imediată împotriva Germaniei, ceea ce a avut un efect nesemnificativ asupra capacității de producție a industriei naziste.  Royal Navy a introdus rapid sistemul convoaielor pentru protejarea comerțului maritim, care s-a extins rapid de la coastele britanice până în îndepărtatele Panama, Singapore sau India. Convoaiele au permis Marinei Regale Britanice să-și concentreze vasele de escortă tot acolo unde se concentrau și submarinele germane: pe rutele de transport ale vaselor comerciale.
Mai mulți ofițeri de marină britanici, în particular Primul Lord al Amiralității Winston Churchill, doreau să pună în practică o strategie mai ofensivă. Astfel, Royal Navy a format grupuri de vânătoare a submarinelor, care aveau ca element central portavioanele. Aceste grupuri antisubmarin patrulau în zona rectangulară a Atlanticului numită Western Approaches, prin care treceau toate rutele comerciale importante către insulele britanice. Punctul slab al acestei strategii consta în faptul că submarinele aveau o siluetă puțin vizbilă în comparație cu vasele de suprafață care le vânau și se scufundau de multe ori mai inainte de a fi zărite de marinarii aliați. Portavioanele nu erau de mare folos. Deși echipajele portavioanelor puiteau localiza submarinele aflate la suprafață, avioanele îmbarcate nu dispuneau în această fază a războiului de armele antisumbarin adecvate. Deși localizau cu relativă ușurință submarinele aflate la suprafață, acestea se scufundaui și schimbau direcția de deplasare cu mult timp mai nainte de a veni în zonă distrugătoarekle dotate cu grenade de adâncime. În scurtă vreme, strategia grupurilor de vânătoare s-a dovedit un eșec de proporții. Pe 14 septembrie 1939, cel mai modern portavion britanic HMS “Ark Royal” a scăpat numai datorită norocului să fie scufundat de submarinul german “U 39”, datorită faptului că cel trei torpile lansate împotriva sa au explodat prematur.  “U 39” a fost scufundat rapid de distrugătoarele din escortă, prima victorie antisubmarin a britanicilor. Britanicii nu au învățat nimic din acest incident, submarinul “U 29” reușind în circumstanțe asemănătoare să scufunde portavionul HMS “Courageous” doar trei zile mai târziu.
Vânătoarea executată de grupuri de distrugătoare a continuat să fie principala activitate antisubmarin, prost condusă însă de la centru în primul an de război, convoaiele transatlantice lipsite de escorte fiind și mai amenințate, submarinele reușind să scape aproape după fiecare atac încununat de succes.
Succesul scufundării portavionului “Courageous” a fost depășit o lună mai târziu de comandantul Günther Prien și echipajul submarinului “U-47”, care au reușit să se strecoare în baza navală de la Scapa Flow, unde au scufundat  cuirasatul HMS „Royal Oak”. Această victoria a fost datorată măsurilor insuficiente de apărare antisubmarin, cât și faptului că ofițerul de serviciu William Newbigging nu a fost la post. Comandantul Prien a devenit peste noapte erou de râzboi.
În Atlanticul de sud, forțele britanice erau într-o cautare asiduă a cuirasatului de buzunar „Admiral Graf Spee”, care acumulase în primele trei luni de război nouă victorii în Altlantic și Oceanul Indian împotriva unor vase comerciale cu un deplasament de 50.000 tone. Britanicii și francezii au format o serie de grupuri de vânătoare, (trei crucișătoare grele, trei portavioane și 15 crucișătoare ușoare), care căutau îi cu înfrigurare pe „Admiral Graf Spee” și nava-soră, „Deutschland”, care acționa în Atlanticul de nord. După mai multe luni de căutare fără succes, „Admiral Graf Spee” a fost încolțit în Bătălia de la Rio de la Plata. Crucișătorul de buzunar german a fost silit să se refugieze în portul Montevideo. Echipajul german a ales să-și sabordeze nava în rada portului, în decembrie 1939.
După o perioadă de efervescență a campaniei în Atlantic, activitatea germană a scăzut în intensitate, Dönitz plănuind schimbarea centrului de greutate de la activitatea de suprafață la cea a submarinelor. Aproape toate submarinele disponibile au plecat în patrulare în septembrie. Activitatea submarină a fost destul de scăzută, de vreme ce submersibilele trebuiau să se reîntoarcă repede în porturile-gazdă pentru realimentare cu combustibil, muniție, pentru refacerea și completarea echipajelor. Iarna grea a anilor 1939-1940, care a dus la înghețarea radelor multor porturi baltice, a scăzut activitatea submarinelor, unele dintre ele fiind prinse în ghețuri. În cele din urmă, planurile lui Hitler de invadare a Norvegiei și Danemarcei a dus la retragerea flotei de suprafață și a submarinelor în porturile baltice.
Campania din Norvegia care a urmat a revelat slăbiciunile principalei arme a submarinelor – torpila magnetică. Deși fiordurile înguste scandinave ofereau submarinelor un spațiu restrâns de manevră, marea concentrare de vase de război aliate ofereau nenumărate ținte accesibile pentru atacul cu torpile. De multe ori, căpitanii germani remarcau cu stupoare că ținte inamice ochite cu grijă, asupra cărora fuseseră lansate torpile, continua să navigheze neatinse. Torpilele ori explodau prematur, ori nu explodau deloc sau treceau pe sub vasele atacate. În ciuda a 20 de atacuri submarine, niciun vas britanic nu a fost scufundat. Proiectanții torpilelor germane au refuizat cu încăpățânare să admită că ar fi fost vina lor, afirmând că de vină sunt doar echipajele submarinelor. Deabia în 1942 problemele torpilelor germane au fost rezolvate, e adevărat după ce inginerii au demontat o serie de torpile britanice capturate.

## „Vremurile fericite” (iunie 1940 – februarie 1941)
Ocuparea de către germani a Norvegiei în aprilie 1940, cucerirea Țărilor de Jos și a Franței în iunie același an și intrarea Italiei în război de partea Axei au transformat războiul maritim în general și cel din Atlantic în particular din patru puncte de vedere:
- Britanicii si-au pierdut cel mai important aliat. În 1940, Marina Franceză era a patra în lume din punct de vedere al capacității de luptă. Doar câteva vase militare s-au alăturat forțelor Franței Libere și au continuat lupta împotriva germanilor. Odată ce vasele franceze au fost înlăturate din lupte, Royal Navy s-a trezit dintr-o dată în fața unui inamic mult mai apropiat ca forță. Declarația de război a Italiei din iunie a obligat Marina Regală să-și întărească efectivele din Marea Mediterană și să înființeze așa-numita „Forța H” de la Gibraltar, care să înlocuiască flota franceză ieșită din lupte.
- Submarinele germane au câștgat acces direct la Oceanul Atlantic. Cum Canalul Mânecii era relativ puțin adânc și blocat de mine marine pe la mijlocul anului 1940, submarinele germane primiseră ordine să nu-l traverseze, dar în schimb să navigheze în jurul insulelor britanice pentru a ajunge în cele mai bune poziții de atac a convoaielor. Bazele franceze de la Brest, Lorient, La Pallice și La Rochelle erau cu aproximativ 450 miles marine (833 km) mai aproape de așa-numita Western Approaches decât decât bazele germane din Marea Nordului. Ocuparea acestor baze extindea foarte mult raza de acțiune a submarinelor, permițându-le să atace convoaiele mai departe spre vest, să petreacă mai mult timp pe mare, dublând practic eficacitatea submarinelor. Mai târziu, germanii au constuit bunkăre uriașe din beton armat în porturile franceze, care să adăpostească submarinele. Aceste adăposturi au rezistat cu succes la bombardametele aliate până la aproape de sfârșitul războiului, când Aliații au produs bomba Tallboy. Începând cu luna iulie, submarinele germane au început să se întoarcă pentru reaprovizionare și reparații la noile baze din Franța, după încheierea perioadei de patrulare.

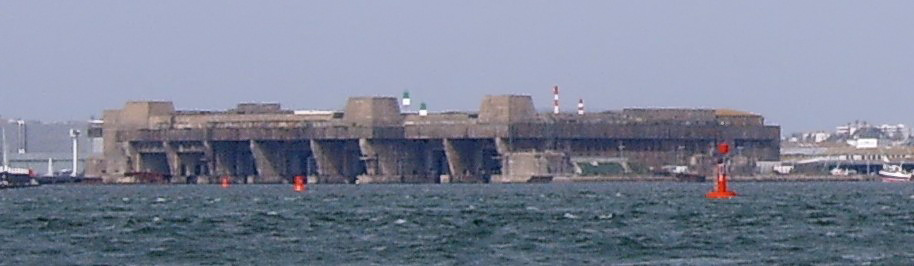
Baza de submarine de la Lorient

- Distrugătoarele britanice au fost retrase din Atlantic. Campania din Norvegia și invazia Țărilor de Jos și Franței a exercitat o presiune uriașă asupra flotei de distrugătoare a Royal Navy. Royal Navy a retras un mare număr dintre distrugătoarele mai vechi din componența patulelor care apărau rutele convoaielor pentru a lupta în Norvegia în aprilie și mai, după care le-au îndreptat în Canalul Mânecii pentru a asigura retragerea trupelor franceze și britanice din Franța. În vara anului 1940, britanicii erau amenințați cu invazia. Distrugătoarele au fost menținute în Canal pentru a putea face față unei flote de invazie. Flota de distrugătoare a suferit pierderi grele în această perioadă, fiind expusă atacurilor Luftwaffe. În campania din Norvegia au fost pierdute șapte distugătoare, alte șase la Dunkirk și alte zece în Canalul Mânecii și în Marea Nordului numai în perioada mai – iunie, cele mai multe dintre ele fiind scufundate de atacurile avioanelor inamice, vasele britanice fiind echipate necorespunzător din punct de vedere al apărării antiaeriene.[1] Numeroase alte distrugătoare au fost avariate.

Încheierea campaniei lui Hitler în Europa Occidentală a făcut ca submarinele retrase după cucerirea Norvegiei, reîntorcându-se la operațiunile împotriva convoaielor comerciale. În momentul în care numărul de submarine germane a crescut de-a lungul rutelor comerciale aliate, numărul de distrugătoare britanice disponibile pentru paza convoaielor era puternic redus. Singura consolare a britanicilor era că flotele comerciale ale unor țări ocupate de germani, precum cea a Norvegiei sau a Țărilor de Jos, își căutaseră refugiu în Anglia. Britanicii ocupaseră Islanda și Insulele Faroe după ce germanii ocupaseră la rândul lor Danemarca.
În aceste circumstanțe, noul prim-ministru Winston Churchill, care preluase funcția pe 10 mai 1940, i-a scris președintelui american  Franklin D. Roosevelt cerându-i ca americanii să împrumute englezilor 50 de distrugătoare învechite. A urmat o operațiune de vânzare mascată a 50 de distrugătoare americane vechi, operațiune denumită oficial, din considerente politice „împrumut”, în schimbul a concesionării pe 99 de ani a unor baze militare britanice din Newfoundland, Bermuda și Indiile de Vest. Acest schimb era avantajos din punct de vedere financiar pentru Statele Unite, deoarece populația americană era puternic împotriva războiului și numeroși politicieni considerau că, cel mai probabil, englezii sunt pe cale să piardă războiul. Primele dintre aceste distrugătoare au fost preluate de echipajele lor britanice și canadiene de-abia în septembrie și toate trebuiau reînarmate și utilate cu dispozitive ASDIC (sonar). Au trecut mai multe luni până când aceste distrugătoare au început să participe la luptele cu germanii.
Germanii au început la rândul lor să primească ajutor de la aliații lor. Din august 1940, flotila de submarine italiene cu baza la Bordeaux  a început să atace convoaiele Aliate din Atlantic. Submarinele italiene, concepute pentru operațiuni combinate cu flota de suprafață în Mediterana erau mai puțin potrivite pentru lupta împotriva convoaielor din Atlantic  decât submarinele germane. Dar și așa, cele 32 de submarine italiene care au operat în Atlantic au scufundat 109 vase Aliate cu un deplasament de 593.864 t.  De asemenea, italienii au atacat cu succes cu minisumbarine vasele britanice din portul de la Gibraltar.

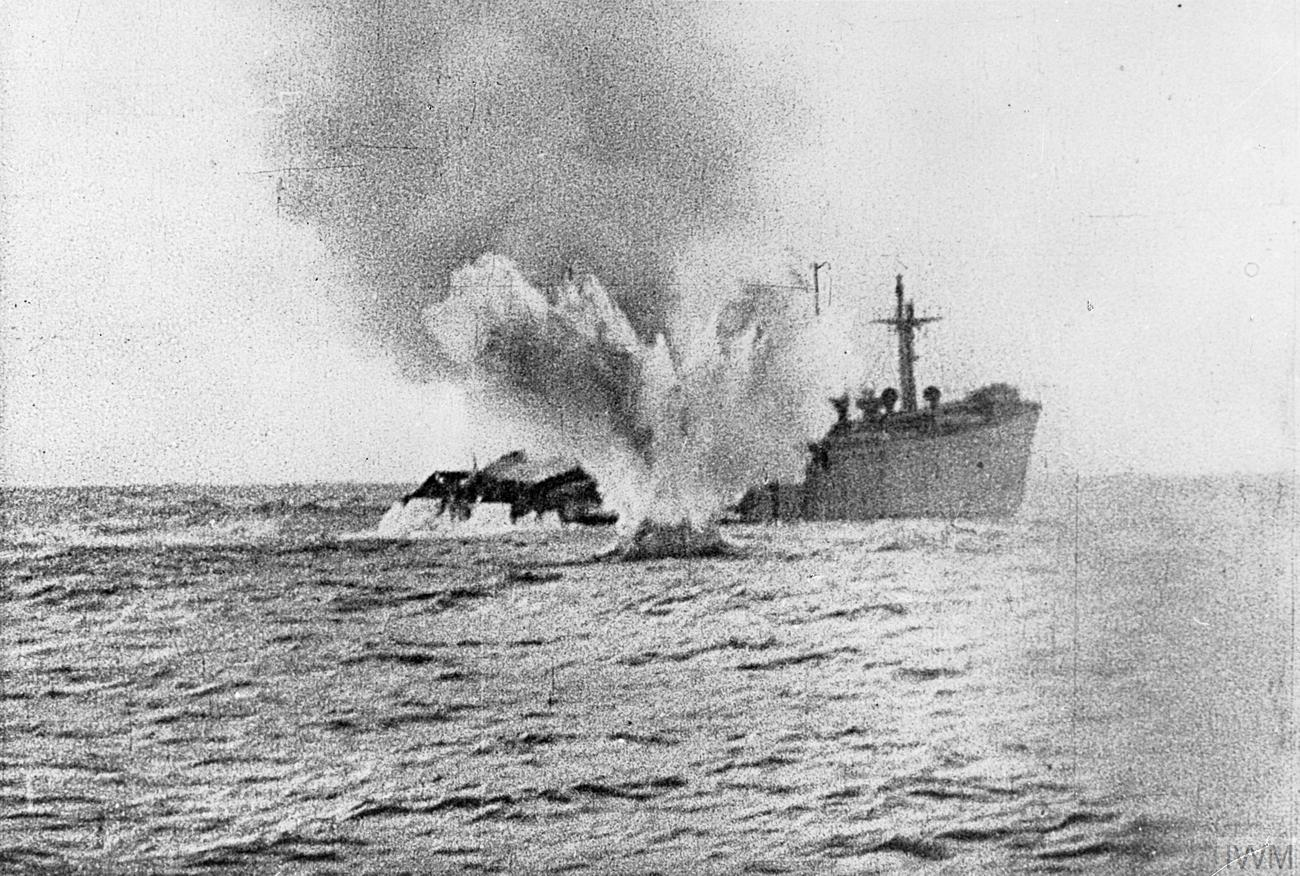
Un U-boot deschizânt foc de artilerie împotriva unui vas comercial, care continua să plutească după ce fusese torpilat

Primele operațiune ale submarinelor lansate de la bazele din Franța au fost încununate de un succes spectaculos. Au început zilele de glorie ale unor ași submariniști precum Günther Prien („U-47”), Otto Kretschmer („U-99”), Joachim Schepke („U-100”), Engelbert Endrass („U-46”), Viktor Oehrn („U-37”) și Heinrich Bleichrodt (“U-48”). Echipajele submarinelor deveniseră eroi în Germania și această perioadă a fost denumită „vremurile fericite”. Din iunie până în octombrie 1940, peste 270 de vase Aliate au fost scufundate.
Cea mai mare provocare pentru submarine era să descopere convoaiele pe marea întindere a oceanului. Germanii dispuneau de câteva avioane cu rază lungă de acțiune Focke-Wulf Fw 200 cu bazele la Bordeaux și Stavanger, care erau folosite pentru recunoaștere aeriană. Principala sursă pentru semnalizarea convoaielor era însă observația executată de echipajele submarinelor.
În loc să atace convoaiele aliate de unii singuri, submarinele germane au adoptat tactica haitei de lupi, atacuri în grup a submarinelor coordonate prin radio. Decriptorii germani au reușit să spargă codurile marinei britanice, ceea ce le-a permis submariniștilor să estimeze poziția convoailor la un moment dat. Submarinele se dispersau de-a lungul unei lungi linii de patrulare care intersecta calea convoaielor alite. Odată aflate pe poziții, submariniștii foloseau microfoane subacvatice pentru captarea zgomotului elicelor convoaielor și binocluri pentru descoperirea fumului coșurilor vapoarelor. Când un submarin descoperea un convoi, raporta acest fapt la cartierul general al submarinelor, după care aștepta restul „haitei” pentru a ataca de cele mai multe ori în timpul nopții. Astfel, escortele convoaielor trebuiau să facă față atacului concertat a unui grup de submarine (4 – 6 submarine) într-o singură noapte. Cei mai îndrăzneți comandanți, așa cum era Otto Kretschmer, nu numai că străpungeau linia distrugătoarelor, dar atacau chiar din mijlocul convoaielor. Vasele de escortă, care erau în număr insuficient, nu reușeau să dea un răspuns adecvat atacurilor multiple ale submarinelor, care lansau torpilele noaptea la suprafață, deoarece dispozitivele de detectare ASDIC erau folositoare doar împotriva țintelor de adâncime. Primele radare, care funcținau în banda de frevențe VHF, nu erau eficiente împotriva țintelor mici, precum submarinele aflate la suprafață.
Tactica „haitelor” a fost folosită cu succes pentru prima oară în septembrie – octombrie 1940 cu efecte devastatoare pentru convoaiele aliate. Pe 21 septembrie, convoiul HX-72 cu 42 vase comerciale, a fost atacat de un grup de 4 U-boot. Au fost scufundate 11 vase comerciale și 2 au fost avariate. În octombrie, convoiul SC-7, cu o escortă de numai două goelete și două corvete, a fost copleșit, pierzând mai mult de jumătate din vasele comerciale din componență. În cazul convoiului HX-79, lupta a fost și mai grea pentru escortă decât în cazul convoiului SC-7. În ciuda faptului că escorta era formată din două distrugătoare, patru corvete, trei taulere și un puitor de mine, convoiul a pierdut un sfert din vasele comerciale, în timp ce niciun submarin nu a fost măcar deteriorat. Pe 1 decembrie, șapte submarine germane și trei italiene au atacat convoiul HX-90, scufundând 10 vase comerciale și avariind alte trei. Aceste succese l-au încurajat pe amiralul Dönitz să adopte tactica „haitei de lupi” ca principala tactică de luptă a submariniștilor germani.
Submarinele nu erau singura amenințare al adresa convoalielor aliate. După experiența câștigată în campania din Norvegia, Luftwaffe a contribuit cu un mic număr de avioane la lupta împotriva convoailor, începând din 1940. În primul rând era vorba despre avioanele de recunoaștere cu rază lungă de acțiune, la început de tip Focke-Wulf Fw 200 și mai târziu de tip Junkers Ju 290.

## Navele mari de suprafață
În ciuda succeselor submarinelor, ele nu erau considerate principala amenințare la adresa convoaielor din Atlanticul de nord. Cu excepția a câtorva oameni precum Dönitz, cei mai mulți ofițeri de marină din ambele tabere considerau navele de suprafață drept cea mai importantă componentă a luptei împotriva convoaielor.
În prima jumătate a anului 1940, vasele de suprafață germane nu au executat raiduri în Atlantic, fiind concentrate în Norvegia, iar „crucișătorul de buzunar” „Admiral Graf Spee” fusese învins cu mult noroc de o escadră britanică inferioară din punct de vedere al puterii de foc în bătălia de la Rio de la Plata. Dar, începând cu jumătatea anului 1940, un număr crescând de vase de război și de vase comerciale înarmate germane au început să patruleze în apele Atalanticului.
Puterea vaselor de război lansate împotriva convoaielor a fost demonstrată de soarte covoiului HX-84, care a fost interceptat de „crucișătorul de buzunar” „Admiral Scheer” pe 5 noiembrie 1940. “Admiral Scheer” a scufundata rapid cinci vase și a avariat alte câteva. Numai sacrificiul echipajului crucișătorului  HMS “Jervis Bay” și căderea nopții au salvat restul convoiului. Britanicii au suspendat toate transporturile convoaielor și au lansat toate vasele disponibile în căutarea vasului german „Admiral Scheer”. Căutarea nu a fost încununată de succes. „Admiral Scheer” a traversat Atlanticul, o lună mai târziu a reapărut în Oceanul Indian.
Și alte vase militare de suprafață germane au început să-și facă simțită prezența. Pe 25 decembrie 1940, cucișătorul german “Admiral Hipper” a atacat convoiul de trupe WS-5A, dar a fost alungat de vasele de escortă. „Hipper” a avut mai mult succes două luni mai târziu, când, pe 12 februarie 1941, a atacat convoiul neescortat SLS-64 format din 19 vase, dintre care a scufundat 7. În ianuarie 1941, crucișătoarele grele germane „Scharnhorst” și „Gneisenau”, care aveau o putere de foc mai mare decât a oricărei alte nave aliate,  au fost trimise în Atlantic împotriva convoailor comerciale în cadrul Operațiunii Berlin. Cu așa de multe vase militare germane în Atlantic, britanicii au fost să asigure escorte formate din cuirasate la cât mai multe convoaie cu putință. În februarie, prezența unui vechi crucișător britanic HMS „Ramillies” a salvat convoiul Convoy HX-106. O lună mai târziu, convoiul SL-67 a fost salvat de prezența unui crucișător vechi din Primul Război Mondial, HMS „Malaya”.
În mai, germanii au organizat cel mai ambițios raid dintre toate: Operațiunea Rheinübung. Noul cuirasat „Bismarck” și crucișătorul “Prinz Eugen” au plecat în Atlantic în lupta împotriva convoaielor. Marina Regală a primit informații despre ieșirea în larg a celor două vase germane și a format o escadră care le-a interceptat pe „Bismarck” și „Prinz Eugen” în drum spre Islanda. În bătălia din Strâmtoarea Danemarcei, crucișătorul greu britanic HMS „Hood” a fost scufundat. „Bismarck” a fost lovit de o torpilă în regiunea cârmei și a fost atacat de vase aparținând marinei britanice trei zile mai târziu. Scufundarea cuirasatului Bismarck a marcat încetarea raidurilor vaselor germane de suprafață.
Operațiunea Cerber, (reîntoarcerea crucișătoarelor grele „Scharnhorst”, „Gneisenau” și a crucișătorului „Prinz Eugen” din Brest în Germania în februarie 1942), deși stânjenitoare pentru Marina Regală, a marcat sfârșitul amenințării marelor nave de suprafață asupra convoaielor din Atlantic. Pierderea crucișătorului „Bismarck”, amenințarea unei invazii Aliate în Norvegia și organizarea convoaielor artice l-au determinat pe Hitler să lase întreaga greutate a Bătăliei din Atlantic pe umerii submariniștilor.
Planul Z de reînarnare și extindere a marinei germane, început încă din 1936, nu asigurase la începutul răboiului capacitatea necesară pentru a face cu succes Marinei Regale britanice. Deși numărul de vase comerciale scufundate de marile nave germane de suprafață a fost relativ mic comparativ ce succesele înregistrate de submarine, aviație și vasele scufundate de minele marine, raidurile crucișătoarelor și cuirasatelor germane au dezorganizat grav sistemul convoaielor, reducând serios importurile britanice.
Tacticile crucișătoarelor grele germane de retragere atunci când erau angajate contrasta cu tacticile „nelsoniene” ale Marinei Britanice, de încleștare imediată în lupta cu inamicul, indiferent de raportul puterii de foc a celor două tabere. Dacă ar fi stat să lupte atunci când condițiile le-ar fi fost favorabile, navele Kriegsmarine ar fi putut învinge în bătălia de la Rio de la Plata și ar fi putut anihila convoaiele HX-34, HX-106 și SL-67, iar britanicii ar fi pierdut navele "Prince of Wales" și "Hood" în bătălia din Strâmtoarea Danemarcei. Cauza retragerilor germane pare să fi fost teama față de reputația Marinei Regale Britanice, combinată cu dorința de păstrare a întreaii flote neatinse. Se făcea simțită și o anumită lipsă de experinență tactică, multe unități navale germane erau superioare din multe puncte de vedere celor britanice și, dacă ar fi fost conduse corespunzător, ar fi fost victorioase în lupta cu cele englezești.

## Riposta navelor de escortă (martie 1941 – mai 1941)
Bătălia convoaielor din octombrie 1940, care s-a desfășurat cu rezultate dezastruoase pentru englezi, a făcut evidentă nevoie de schimbare a tacticilor britanice. Cea mai importantă schimbare a fost introducerea grupurilor de escortă permanentă pentru îmbunătățirea coordonării și  eficienței în luptă a vaselor și marinarilor. Eforturile britaniclor au fost sprijinite de creșterea treptată a numărului vaselor de escortă disponibile, (prin cumpărarea vechilor distrugătoare americane sau prin crearea noului model de corvetă canadiano-britanică din clasa „Flower”). Multe dintre aceste vase au devenit parte a Marinei Regale Canadiene, care a cunoscut o creștere uriașă a numărului de vase, de la doar câteva, până la efective care să asigure componența celor mai multe grupuri de escortă. Numeroase vase de luptă noi erau încadrate cu echipaje formate din francezi, norvegieni sau neerlandezi, dar acestea erau totuși puține și aflate direct sub comandă britanică. Din 1941, opinia publică americană a început să se schimbe împotriva germanilor, dar războiul era în mod esențial unul dintre britanici și naziști.
La început, noile grupuri de escortă erau formate din două-trei distrugătoare și 5-6 corvete. De timp ce 2-3 vase erau de obicei în docurile de reparații, grupurile de escortă erau formate de cele mai multe ori din șase nave. Gradul de instruire a escortelor a crescut în timp. A fost construită o nouă bază de instruire a echipajelor și ofițerilor-comandanți la Tobermory în Insulele Hebride sub conducerea viceamiralului   Gilbert O. Stephenson.
În februarie 1941, Amiralitatea a mutat cartierul general al Comandamentului Western Approaches de la Plymouth la Liverpool, de unde contactul cu navele din convoiele atlantice și controlul acestora era mult mai lesnicios. S-a trecut la o cooperare mai strânsă cu avioanele de recunoaștere. În aprilie, Amiralitatea a preluat controlul Comandamentului de coastă a aviației. La nivel tactic, noile radare cu unde scurte, care puteau detecta submarinele aflate la suprafață, vasele maritime mici și avioanele au început să intre în dotarea Marinei în timpul anului 1941.
Impactul acestor schimbări s-a făcut remarcat în bătăliile convoaielor și primăvara anului 1941. La începutul lunii martie, submarinul german „U 47” și vestitul lui comandant Prien nu s-au mai întors din patrulare. Două săptămâni mai târziu, vasele de escortă a convoiului  HX-112, grupul al 3-lea de escortă format din trei distrugătoare și două corvete, au făcut față atacului unei „haite” de submarine. Submarinul „U 100” a fost scufundat după ce a fost detectat de un radar de pe distrugătorul „Vanoc”. După aceea, submarinul „U 99” a fost căutat și distrus, iar mebrii supraviețuitori ai echipajului au fost luați prizonieri. Dönitz pierduse în acel moment pe trei dintre așii submariniști: Kretschmer, Prien și Schepke.
Dönitz a luat hotărârea să-și mute submarinele mai departe spre vest, pentru ca să atace mai înainte ca grupurile de escortă să se alăture convoaielor. La începutul lunii aprilie, această mutare s-a dovedit una de succes în lupta cu vasele convoiului SC-26, surprins de atacul submarinelor germane mai înainte ca vină în zonă vasele de escortă. Deși germanii au scufundat 10 nave ale convoiului, au pierdut la rândul lor un submarin.
Pe 9 mai, distrugătorul britanic HMS „Bulldog” a capturat submarinul „U-110” și a recuperat o Mașină de criptare Enigma. Combinată cu alte două capturări reușite, acest fapt a reprezentat o ușurare importantă a eforturilor Aliaților de spargere a codurilor germane. Mașina a fost dusă la Bletchley Park, unde a fost folosită la spargerea codurilor naziste. Această mașină capturată și geniul unor decriptori precum Flower și Turing le-a oferit britanicilor capacitatea să citească majoritatea transmisiunilor navale germane pentru aproape tot restul campaniei, având o contribuție importantă la dezvoltarea a primului dispozitiv electronic programabil, computerul Colossus.

## Lărgirea câmpului de bătaie (iunie 1941 – decembrie 1941)
În iunie 1941, britanicii au decis să asigure escorte convoaielor pe tot parcursul traversării Atlanticului. Pentru îndeplinirea acestei sarcini, Amiralitatea a cerut marinei Regale Canadiene să-și asume responsabilitatea pentru protejarea convoaielor în zoan vestică a oceanului și să-și stabiliească o bază nouă de acțiune la St. John în Newfoundland. pe 13 iunie 1941, comandorul canadian L.W. Murray și-a luat în primire postul de Comandor Comandant al Newfoundland Escort Force, aflată sub comanda Comandamentului Western Approaches din Liverpool. Șase distrugătoare canadiene și 17 corvete canadiene, întărite cu 7 distrugătoare, cinci corvete și trei goelete britanice au format inițial forța canadiană de escortă. Aceste vase aflate sub comanda canadiană însoțeau convoaiele din porturile din Newfoundland până în punctele de în punctele de întâlnire din Islanda, unde escorta era preluată de Marina Regală Britanică. 

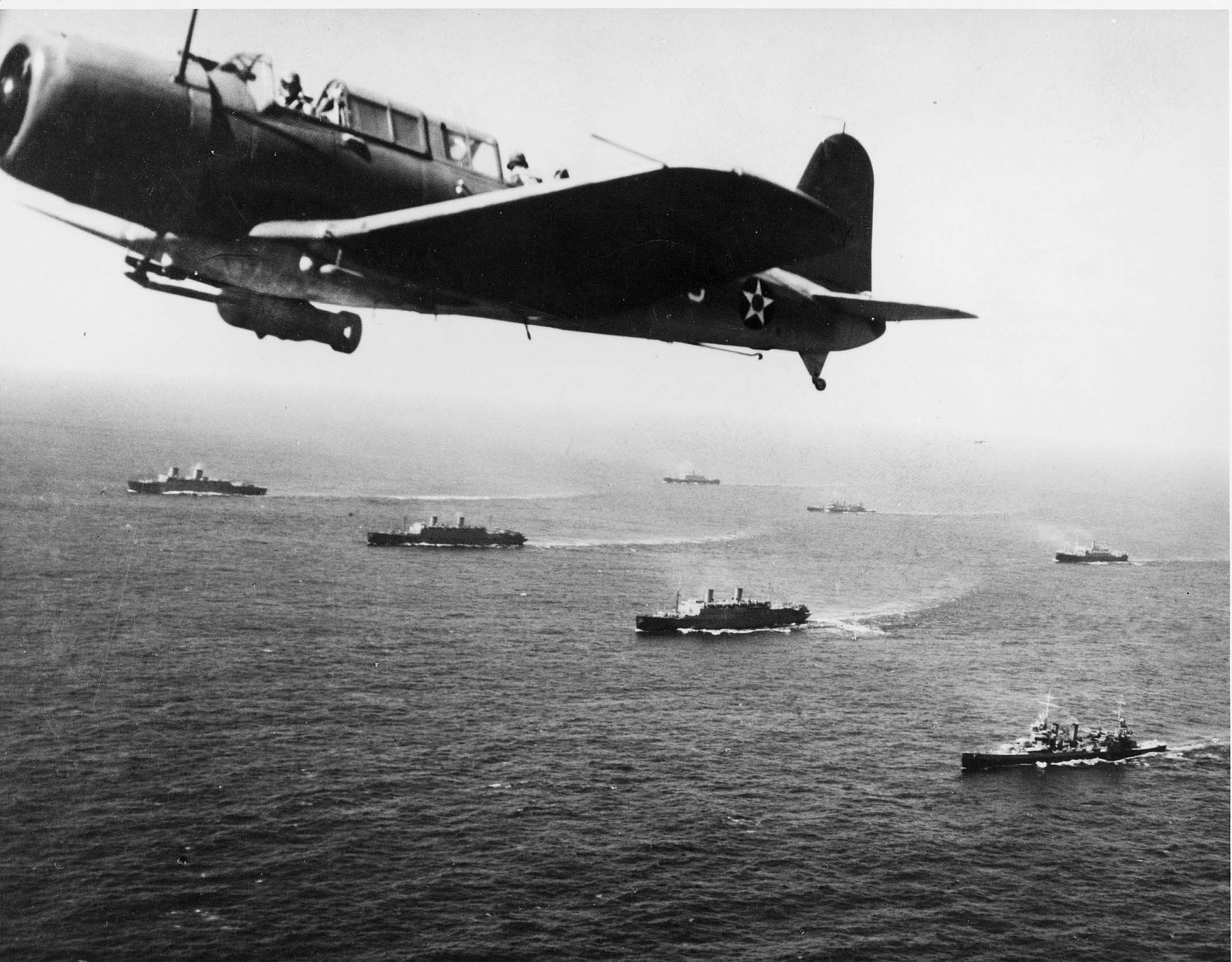
Un bombardier de cercetare „SB2U Vindicator” decolat de pe portavionul USS „Ranger” (CV-4) în timpul unui zbor de patrulare deasupra convoiului WS-12, aflat pe drum spre Capetown, 27 noiembrie 1941. Acesta era unul dintre numeroasele convoaie escortate de US Navy „mai înainte” ca SUA să intre în mod oficial în război.

Până în 1941, SUA au luat parte din ce în ce mai mult la război, în ciuda stării sale de neutralitate. În aprilie 1941, președintele Roosevelt a extins „Zona Panamericană de Securitate” spre est, până aproape de Islanda. Forțele britanice au ocupat Islanda după ce Danemarca a fost ocupată de Germania Nazistă în 1940, iar americanii au fost convinși să ajute la escortarea convoaielor până în apropierea Islandei, cee ce a dus la apariția unor incidente cu submarinele germane.
În același timp, britanicii lucrau la o serie de invenții tehnice care să îmbunătățească lupta antisubmarin. Trebuie amintit că deși aceste invenții erau britanice, tehnologiile au fost oferite în mod gratuit americanilor, fiind rebotezate și fabricate de aceștia din urmă. Acest fapt a dus la credința greșită că numeroase invenții din timpul războiului au fost concepute de americani, nu doar produse în masă de ei.
Astfel, noile grenade de adâncime au fost gândite să fie lansate peste bordurile distrugătoarelor, nu aruncate la pupa vaselor, cum se făcea la începutul războiului. În plus, încărcărurile explozive de adâncime au început să fie lansate în rețele, ca mai degrabă să distrugă submarinul datorită interferenței undei de șoc, decât să-l avarieze printr-o lovitură directă.

### Nava comercială cu catapultă („Catapult Aircraft Merchantmen”)
În timpul războiului, raza de acțiune a avioanelor a fost crescută în continuu, dar Oceanul Atlantic avea o întindere prea mare pentru a fi acoperită în mod eficient de zborurile de recunoaștere. Una dintre măsurile luate pentru îmbunătățirea acoperirii aeriene a fost montarea unor rampe de decolare la prova unora dintre navele de transport de marfă, așa-numitele „Catapult Aircraft Merchantmen”, dotate cu avion de vânătoare cu aripi pliabile Hurricane. Când la era remarcată prezența unui avion german, avionul de vânătoare îmbarcat era lansat de pe rampă cu ajutorul unei rachete, ca să lupte cu aparatul de zbor inamic. După îndeplinirea misiunii, pilotul aliat își îndrepta aparatul spre un aeroport de pe țărm, sau dacă nu era posibil, se parașuta în apele mării, de unde era cules de una dintre navele de escoră, iar avionul era lăsat să se prăbușească. Au fost lansate opt misiuni aeriene de luptă de pe vasele comerciale, au fost distruse șase avioane ale Axei și un pilot aliat a fost ucis.
Avioanele germane de recunoaștere au fost îndepărtate treptat de pe cerul Atlanticului de avioanele britanice ale Comandamentului de Coastă și de avioanele îmbarcate.

### Echipamentul de detectare direcțională cu unde radio de înaltă frecvență
Una dintre cele mai importante invenții britanică din timpul războiului a fost echipamentul de detectare direcțională cu unde radio de înaltă frecvență, așa numitul HF/DF (High-Frequency Direction-Finding), ori Huff-Duff, echipament care a fost montat gradual pe toate vasele mari de escortă. Echipamentul HF/DF permitea unui operator să detecteze direcția unei emisii radio, neavând importanță dacă mesajul era criptat și nu putea fi înțeles. „Haitele” de submarine germane foloseau transmisiile radio pentru transmiterea poziției convoaielor inamice și coordonarea atacurilor. Distrugătoarele aliate putea să se îndrepte către poziția submarinelor pentru a le ataca, sau cel puțin pentru a le obliga să intre în submersie, ceea ce împiedica desfășurarea unui atac coordonat al convoiului. Când în cadrul escortei se aflau cel puțin două vase echipate cu HF/DF, poziția exactă a submarinului inamic putea fi aflată prin triangulație. În plus, pe coasta atlantică au fost montate o serie de stații fixe HF/DF, care urmăreau neîncetat pozițiile din care transmiteau submarinele.
Tehnologia radio folosită la echipamentul HF/DF era bine înțeleasă de ambele părți, dar tehnologia folosită mai înainte de izbucnirea războiului folosea pentru detectare o antenă exterioară rotită manual pentru fixarea pe direcția transmițătorului. Direcționarea antenei era o operație delicată, lua ceva timp pentru a putea obține rezultate suficient de exacte și putea determina un punct fantomă de emisie, aflat diametral opus de punctul real de transmisie. Cunoscând aceste dificultăți de detectare, operatorii radio de pe submarinele germane se considerau în siguranță dacă se limitau la emiterea de mesaje scurte. În schimb, tehnicienii britanici au pus între timp la punct un indicator osciloscopic, care detecta instantaneu poziția emițătorului real, nu al fantomei acestuia. Folosind această tehnologie, aproape că nu mai era nevoie de triangulație – escorta folosea direcția dată de echipamentul HF/DF și folosea radarul pentru detectarea poziției exacte a țintei. Numeroase submarine germane au fost detectate și scufundate datorită folosirii acestei tehnologii, un exemplu al marilor diferențe aduse în lupte de mici invenții.

### Mașina de criptat Enigma
Un factor hotărâtor în obținerea de către britanici a succesului împotriva submarinelor Axei în a doua jumătate a anului 1941, ca și de altfel până la sfârșitul campaniei, a fost înțelegerea modului de funcționare a mașinii de criptat Enigma a marinei germane. Atacurile submarinelor germane se bazau pe comunicațiile radio, existând presupunerile că cifrul Enigma nu poate fi spart și că mesajele radio scurte nu pot fi poziționate cu suficientă precizie pentru a pune în primejdie submarinul emițător. Ambele presupuneri s-au dovedit greșite. De-a lungul verii și toamenei anului 1941, combinând citirea mesajelor codificate cu mașina Enigma și detectarea submarinelor prin tehnologia HF/DF, convoaiele au fost redirecționate pe rute care evitau liniile de patrulare ale submersibelelor germane.
Aceste realizări tenhice și tactice aliate au fost într-o oarecare măsură contrabalansate de creșterea numărului de submarine intrate în luptă. În 1941, în Atlantic a început să se altăture atacatorilor noile submarine de tip VII. Peste 585 de astfel de submarine au fost deplasate în patrulare în Atlantic. Deși Aliații au reușit să apere în mod eficient convoaiele în vara și toamna anului 1941, ei nu au reușit să mai scufunde un număr semnificativ de submarine. Corvetele de escortă din clasa Flower erau capabile să apere convoaiele și să detecteze submarinele, dar nu erau suficient de rapide pentru a ataca.
În octombrie 1941, Hitler a ordonat amiralului Dönitz să transfere multe dintre submarinele din Atlantic în Marea Mediterană în sprijinul operațiunilor germane de aici. A urmat o serie de lupte în zona apelor Gibraltarului și a Sierra Leonei. În decembrie 1941, convoiul HG-76, escortat de șase corvete și două goelete plus de un portavion de escortă și trei distrugătoare din Gibraltar a fost interceptat de submarinele care pândeau. Comandantul escortei, căpitanul Frederic John Walker era un tactician inovator, iar echipajele vaselor de escortă erau foarte bine antrenate. Prezența portavionului în escortă ușura mult detectarea vizuală a submarinelor, obligate să se scufunde mai înainte de a avea șansa să se apropie de convoi. În următoarele cinci zile au fost scufundate cinci submarine germane și în ciuda faptului că escorta a pierdut portavionul, un distrugător și două vase de transport, lupta a fost considerată prima victorie clară a unui convoi aliat împotriva submarinelor Axei.
Printr-un efort neîntrerupt, Aliații au reușit să asigure siguranța convoaielor până la sfârșitul anului 1941. Deși escortele convoaielor nu au reușit să scufunde un număr mare de submarine, cele mai multe convoaie au evitat aproape toate atacurile submersibelor inamice. Deși pierderile navale au continuat de-a lungul întregului război, aceste pierderi nu au mai pus în primejdie supraviețuirea britanicilor.

## Operațiunea Paukenschlag (ianuarie 1942 – iunie 1942)

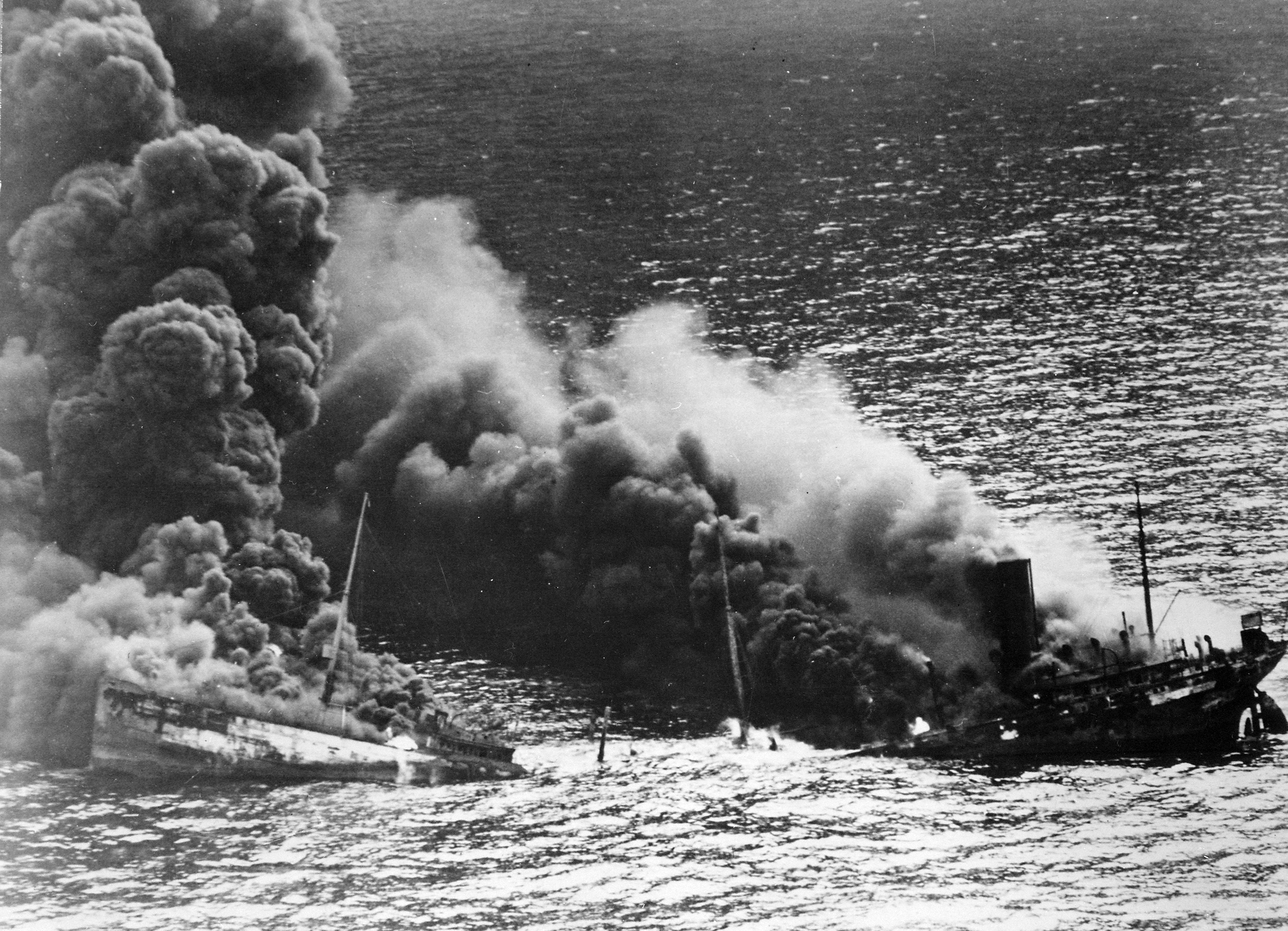
Petrolier aliat torpilat în Atlantic de un submarin german, se scufundă rupt în două (1942)

Atacul de la Pearl Harbor și declarația de război a Germaniei împotriva SUA a avut un efect imediat în campania din Atlantic. Amiralul Dönitz și-a făcut imediat planuri să atace transporturile navale americane de pe coasta apuseană a Atlanticului. Germanii dispuneau numai de 12 submarine de tip IX, capabile să traverseze Atlanticului și să opereze atât de departe de bazele de aporvizionare, iar 6 dintre ele fuseseră transferate la ordinul lui Hitler în Mediterana. Un al șaptelea submarin era reținut într-un șantier naval pentru reparații, pentru atacul împotriva americanilor rămânâd doar cinci submarine. Acestea au colaborat în așa-numita Operațiune Paukenschlag.
Americanii nu aveau experiență în războiul modern naval și nu s-au angajat în camuflajul de coastă. Submarinele germane nu făceau altcevă decât să aștepte în fața coastei americane și să torpileze vasele ale căror siluete se desenau clar în noapte pe fundalul luminii orașelor de coastă. Mai mult, comandantul-șef al flotei Atlanticului, amiralul Ernest King, a respins la început propunerile britanice pentru organizarea transporturilor americane în sistemul convoaielor. Apărătorii lui King au argumentat că SUA nu dispuneau de suficiente distrugătoare, în parte datorită vânzării celor 50 de nave vechi la începutul războiului. Aceasta nu explica totuși refuzul americanilor să procedeze la camuflajul de coastă sau să răspundă la orice sfat dat de Royal Navy. Este adevărat că niciun transport de trupe nu a fost pierdut, dar navele comerciale care se aflau în apele teritoriale americane au suferit pierderi grele. Britanicii au constituit escorte navale pe care le-au oferit în mod gratuit americanilor într-un „lease-land inversat”, de vreme ce amiralul King nu dorea să facă niciun pas în această direcție.

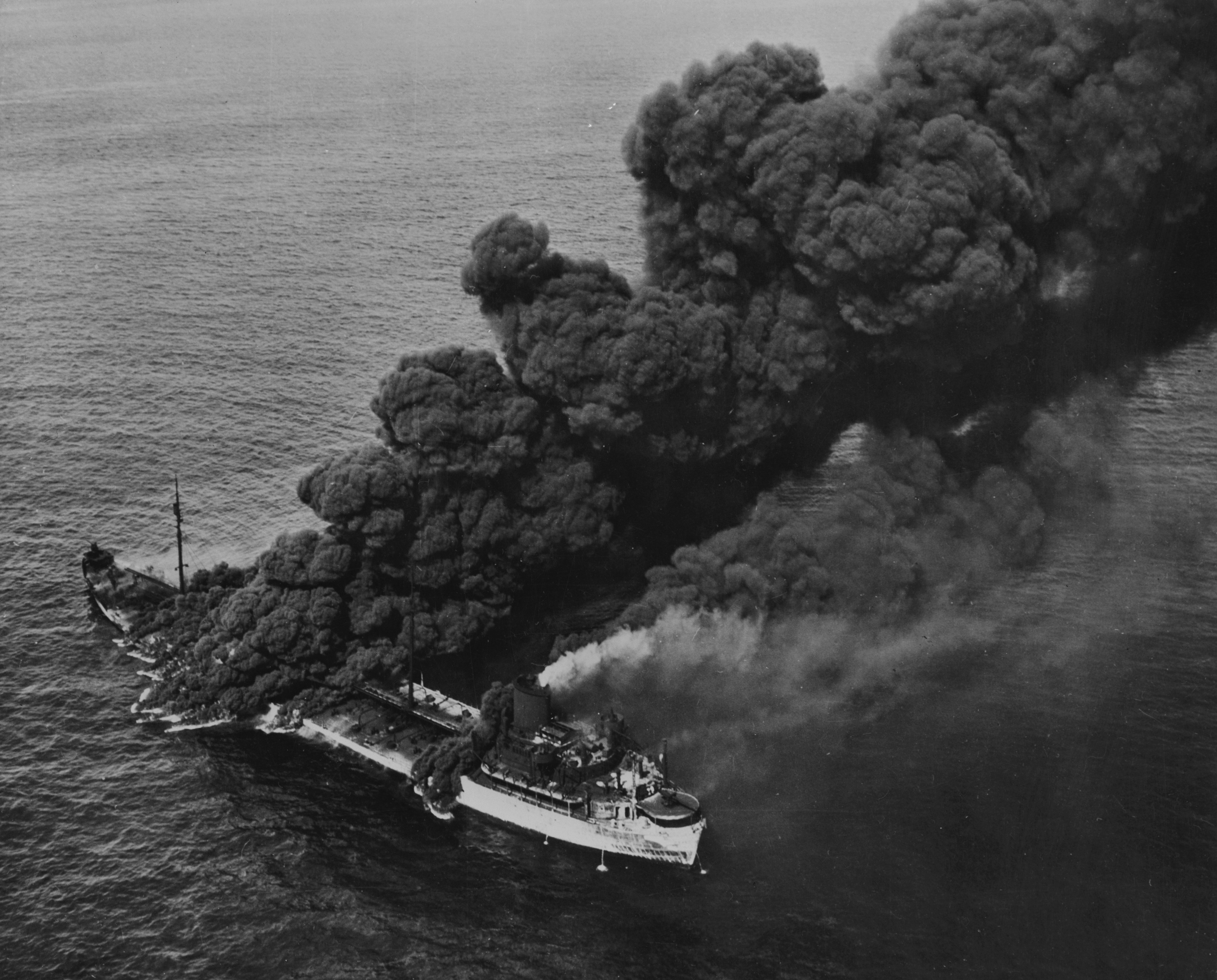
Petrolierul „Pennsylvania Sun”, torpilat de „U 571” pe 15 iulie 1942

Primele atacuri germane împotriva vaselor comerciale din apele teritoriale americane a început pe 13 ianuarie 1942 și până pe 6 februarie, când submarinele s-au îndreptat spre bazele din Franța, au fost scufundate 156.939 t de vase de transport, fără nicio pierdere de partea germană. După șase luni de luptă, statisticile erau cumplite. Submarinele germane, care începuseră să fie aprovizionate în larg de „vacile de lapte” – submarine de tip XIV, scufundaseră 397 de nave comerciale cu un deplasamente de 2 milioane tone. În același timp însă, niciun tansport de trupe nu fusese afectat. În 1943, SUA au lansat la apă nave cu un deplasament total de peste 11 milioane tone, dar aceste cifre aveau să scadă spre sfârșitul războiului, când au apărut alte priorități.
În mai, amiralul King, promovat acum comandant șef al flotei SUA și șef al operațiunilor navale, a fost forțat să instituie sistemul convoaielor. Această schimbare a dus la scufundarea rapidă a șapte submarine germane. Dar americanii nu dispuneau în continuare de suficiente nave de escotă, iar germanii au reușit să opereze liber în Caraibe și Golful Mexic, (unde au reușit practic să închidă mai multe porturi), până când au sosit în zonă escortele împrumutate de britanici. La mijlocul anului 1942, odată cu sosirea vaselor de escortă britanice, atacurile germane au scăzut rapid în număr și eficiență. Atenția germanilor s-a îndreptat din nou spre convoaiele transatlantice. Pentru Aliați, situația pierderilor tansportului transatlantic a rămas serioasă, dar nu a atins niciodată un nivel critic de-a lungul restului anului 1942.
Operațiunea Paukenschlag a avut și un alt efect. A fost un asemenea succes, încât Hitler i-a permis lui Dönitz să aibă controlul total al flotei de submarine. Între timp, marele amiral Erich Raeder a fost demis ca urmare a dezastrului din bătălia din Marea Barenț, în care două crucișătoare grele germane au fost învinse de șase distugătoare britanice. Karl Dönitz a fost avansat la gradul de mare amiral al marinei și toate eforturile șantierelor navale au fost direcționate spre construirea de submarine.

## Reînceperea luptelor în mijlocul Atalanticului (iulie 1942 – februarie 1943)

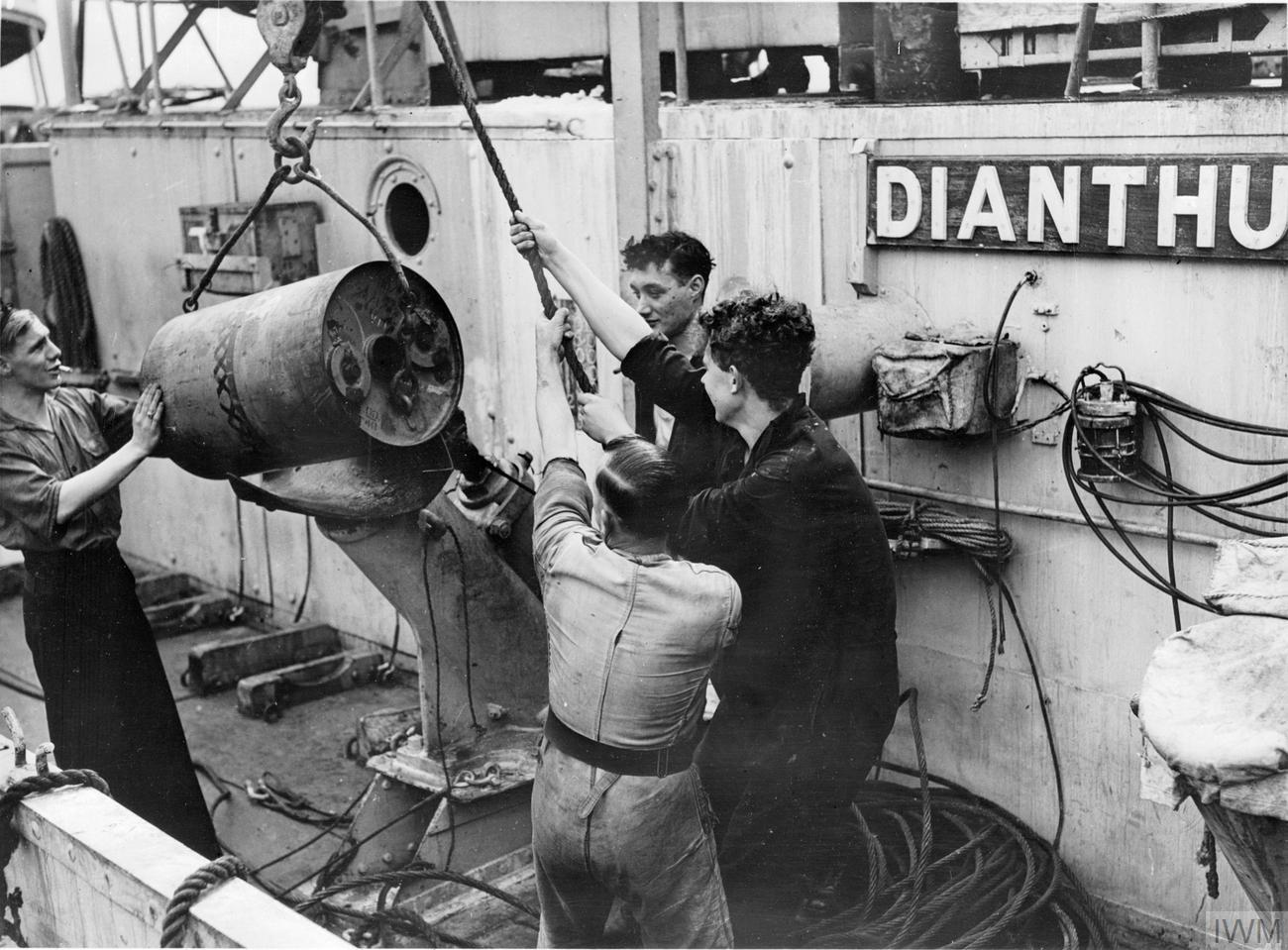
O încărcătură de adâncime (grenadă submarină) este încărcată pe lansatorul de la bordul corvetei HMS „Dianthus”, 14 august 1942

După ce americanii au început să-și organizeze transporturile navale în convoaie, pierderile de vase datorate atacurilor submarinelor au scăzut în mod semnificativ și Dönitz a ajuns la concluzia că navele sale sunt mai de folos în alte teatre de luptă. Pe 19 iulie 1942, el a ordonat ultimelor submarine să se retragă de lângă coastele Statelor Unite și, pe la sfârșitul anului, amiralul își concentrase atenția asupra Atlanticului de nord, unde se va consuma una dintre cele mai dure faze ale luptei.
În acest punct al luptelor erau suficient de multe submarine răspândite în Atlantic pentru a permite diferitelor gupuri să atace simultan mai multe rute ale convoaielor. De multe ori, grupuri de 10 – 15 submarine atacau în unul sau două valuri, urmărind convoaiele ziua și atacându-le noaptea. În octombrie 1942 pierderile au crescut din nou la 258.000 t în porțiunea dintre Groenlanda și Islanda, care încă nu era acoperită suficient de patrulele aeriene aliate.
Pe 19 noiembrie 1942, amiralul Noble a fost înlocuit la Comandamentul Western Approaches de amiralul Sir Max Horton. Horton a folosit mumărul tot mai mare de vase de escortă pentru organizarea „grupurilor de  sprijin”, care erau folosite la întărirea convoaielor care deveneau ținta atacurilor germane. Spre deosebire de grupurile de escortă obișnuite, grupurile de sprijin nu erau responsabile de securitatea unui convoi anume. Aceasta le permitea să aibă o mult mai mare flexibilitate tactică, grupurile de sprijin putând detașa vase pentru vânarea submarinelor reperate de avioanele de recunoaștere sau de echipamentele HF/DF. În situații în care vasele escortelor obișnuite trebuiau să se întoarcă la paza convoaielor desemnate, grupurile de sprijin puteau continua multe ore vânătoarea submarinelor inamice.

### Mortierul „arici”

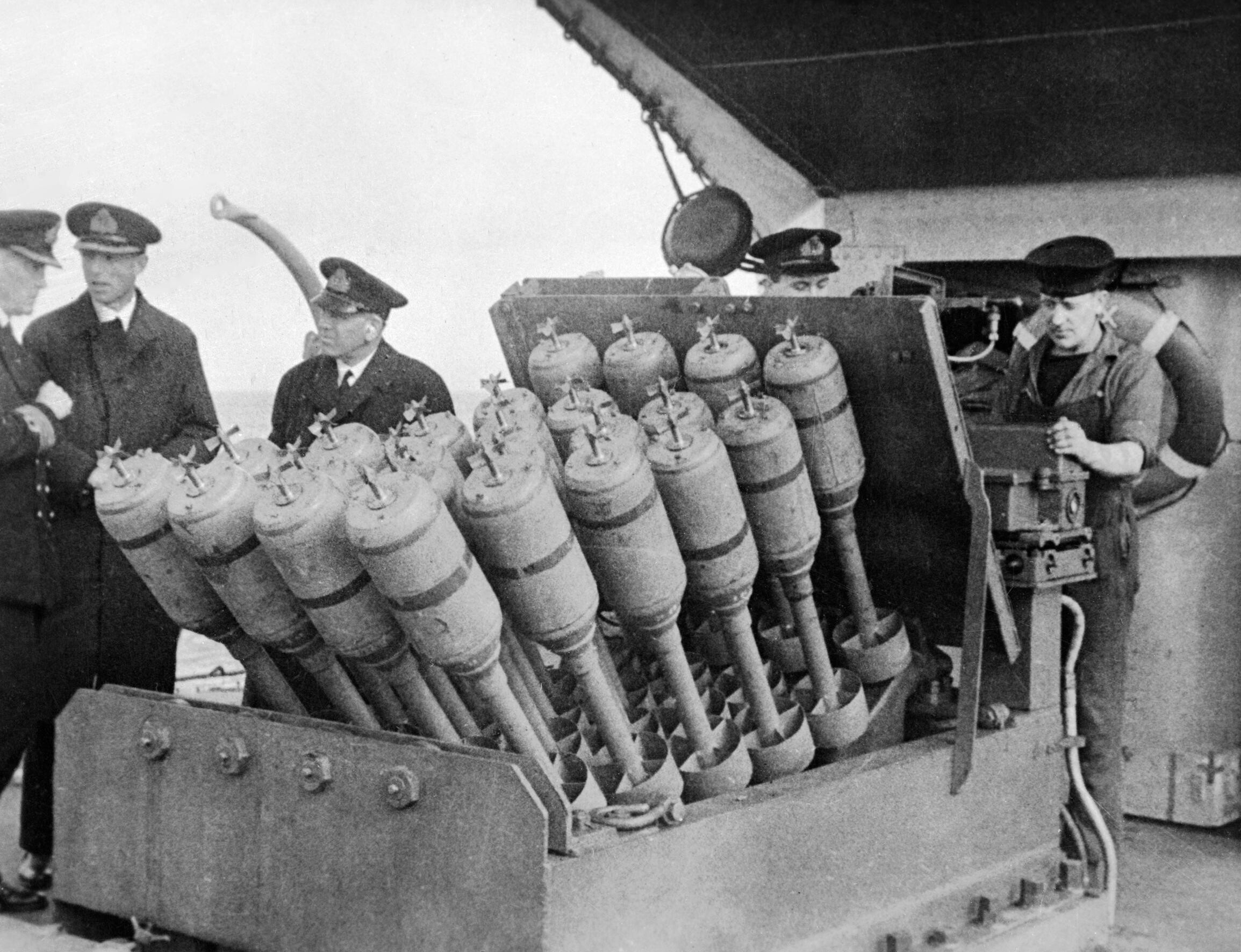
Un mortier antisubmarin „arici” cu 24 de țevi, montat pe teuga distrugătorului HMS „Westcott”

La sfârșitul anului 1942, britanicii au dotat vasele de război cu o nouă armă – mortierul antisubmarin „arici”, care lansa 24 de bombe cu explozie la contact pe direcția de înaintare a vasului atacator. Spre deosebire de grenadele de adâncime, care explodau la o anumită adâncime în spatele navei atacatoare, făcând grea orice încercare următoare de descoperire a țintei, încărcăturile „ariciului” explodau doar la contactul cu submarinul atacat. Aceasta însemna că submersibilul putea fi atacat în continuu până când era scufundat. Această armă s-a dovedit foarte eficientă, numărul victoriilor crescând de la 7% la aproape 25%. Când exploda o încărcătură „arici”, el provoca detonarea tuturor celorlalte 23 de proiectile, ceea ce creștea mult eficiența armei.

### Proiectorul Leigh

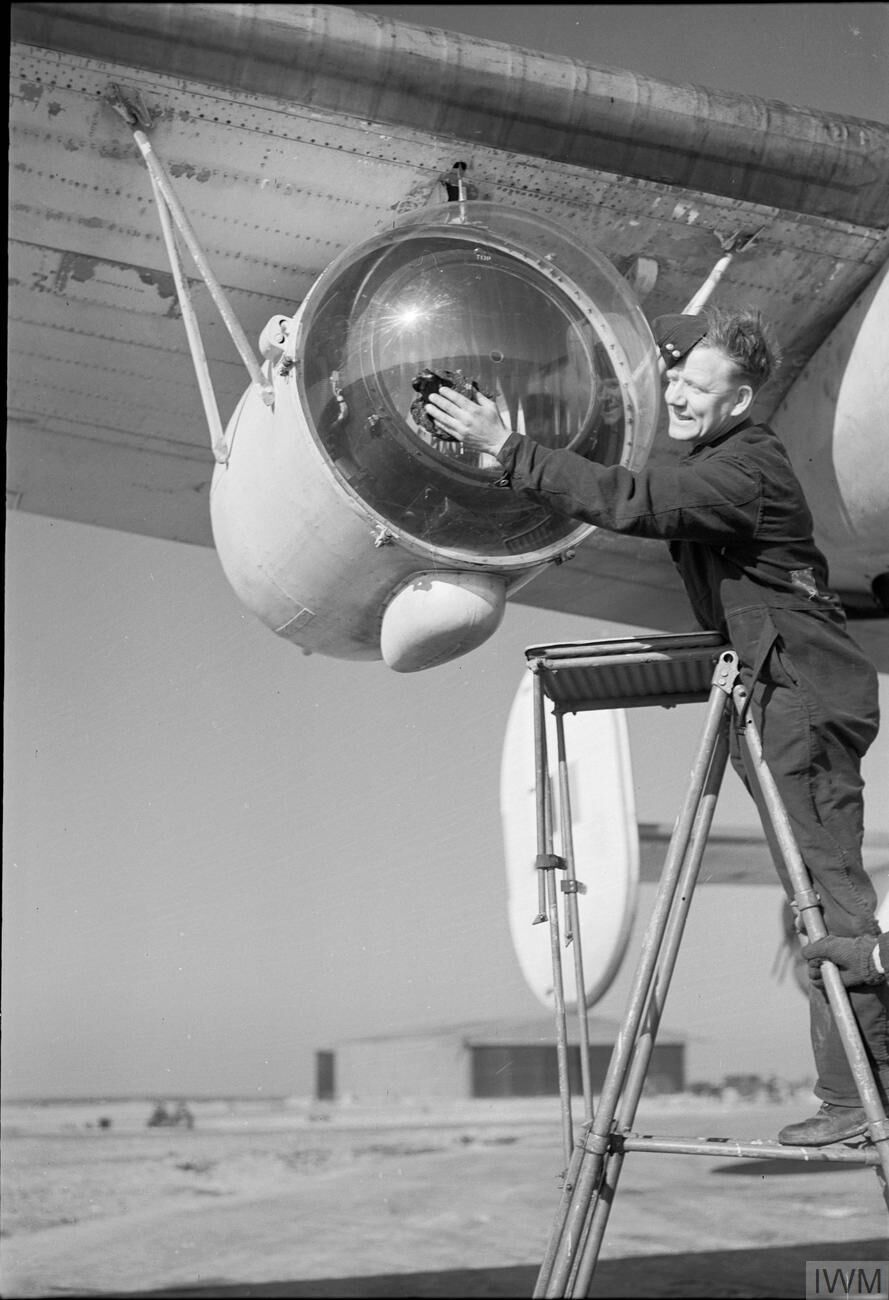
Un proiector Leigh folosit pentru reperarea submarinelor la suprafață în timpul nopții, montat pe un avion Liberator, 26 februarie 1944

Avioanele echipate cu radar puteau stânjeni mult activitatea submarinelor pe o mare suprafața, dar atacul împotriva submersibelelor se putea desfășura cu sorți de izbândă numai dacă pilotul avea o bună vizibilitare. Submarinele se bucurau de un grad sporit de siguranță în timpul nopții, de vreme de declanșarea echipamentelor de iluminare oferea un semnal de avertizare despre iminența atacului aerian. 
Introducerea în iunie 1942 a proiectorului Leigh a dus la schimbarea datelor luptei din cadrul luptelor din Atlanticul de nord. Proiectorul de căutare era aliniat în mod automat cu radarul avionului, fiind folosit la iluminarea țintelor în fazele finale ale atacului. Avioanele britanice atacau submarinele germane în timpul nopții, atunci când ieșeau la suprafață pentru reîncărcarea bateriilor.
Comandanții de submarine care au supraviețuit au povestit despre teama resimțită față de această armă. Zgomotul motoarelor avionului era acoperit în noapte de zgomotul motorului sumbarinului care naviga la suprafață. Avionul de atac se îndrepta spre submarin folosind radarul cu lungimi de undă centrimetrice, a cărui emisie nu era detectată de echipamentele standard de pe submarinele germane. Atunci când se folosea radarul cu lungimi de undă metrice, acesta era setat la puterea minimă. La aproximativ 1,5 km distanță de țintă, proiectorul cu lumină de căutare era pornit automat, luminând clar submarinul. Din momentrul iluminării țintei, mai treceau cam 5 secunde până în momentul în care era lansat atacul cu încărcături de adâncime. Scăderea pierderilor aliate de la 600.000 t la 200.000 t a fost atribuită în bună parte acestei invenții.

### Aparatul de recepție Metox
În august 1942, submarinele germane au fost dotate cu dectoare de radar care le permitea să evite atacurile prin surprindere ale avioanelor sau corvetelor dotate cu radar. Primul astfel de detectoare, cunoscut ca Metox, după numele inventatorului său francez, era capabil să detecteze emisiunile primelor tipuri de radare, care funcționau în gama de frecvențe metrice. Cu aceste echipamente, submarinele nu numai că puteau să evite detectarea de către vasele americane și canadiene, echipate cu radare depășite din punct de vedere tehnologic, dar puteau și să urmărească orice convoi de vase escortate de vase dotate cu asemenea radare.

## Apogeul campaniei (martie 1943 – mai 1943, „maiul negru”)
Perioada grea de iarnă ianuarie – februarie 1943 a asigurat o scurtă pauză a operațiunilor, dar, în primăvară, bătăliile convoaielor a repornit cu aceeași ferocitate. Din primăvara anului 1943, erau așa de multe submarine în  Atlanticul de nord, încât convoaielor le era imposibil să evite întâlnirea cu inamicul, ceea ce a dus la un șir neîntrerupt de lupte navale. În martie au fost scufundate încă 260.000 de tone vase aliate, iar escortele convoaielor SC-122 și HX-229 au pierdut lupta împotriva submarinelor atacatoare.
Starea aprovizionării devenise în acel moment atât de problematică, iar stocurile de combustibil atât de aproape de limita de criză, încât se punea problema stopării efortului britanic de război. Dönitz era pe punctul de a câștiga războiul. După numai două luni de lupte crâncene, situația s-a schimbat în mod radical însă.
Punctul de cotitură al campaniei a fost bătălia din jurul  convoiului încet ONS-5 (aprile – mai 1943), în timpul căreia 43 de vase comerciale escortate de două distrugătoare, o fregată și o corvetă a fost atacate de un grup de 30 de submarine. Deși au fost scufundate 13 vase comerciale, atacatorii au pierdut la rândul lor șase submarine, distruse de escorta navală sau de avioane. În ciuda faptului că o furtună puternică a zguduit convoiul, vasele comerciale au reușit să ajungă în zona aflată sub protecția avioanelor cu baza la sol. Amiralul Dönitz a ordonat în acel moment încetarea urmăririi convoiului. 

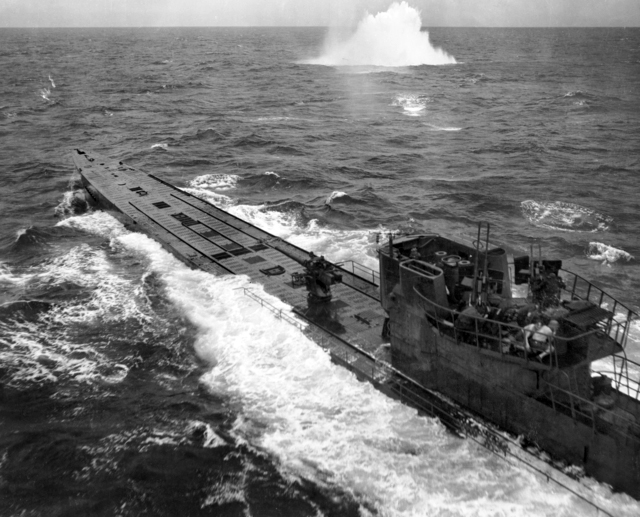
Submarin german sub tirul unui avion aliat, 1943

În aprilie, pierderile submarinelor au atins cote atât de ridicate încât, în mai, „haitele” de submarine au încetat să mai fie o forță organizată. Această ultimă lună a devenit cunoscută pentru submariniștii germani ca „maiul negru”.

### Victoria în războiul tehnologic
Victoria în bătălia Atlanticului a fost cucerită de Aliați în numai două luni. Au fost mai mulți factori care au dus la acest rezultat, dar în principal a fost vorba de câștigarea războiului tehnologic și creșterea resurselor aliate.
Spațiul din mijlocul Atlanticului, care nu fusese acoperit până în acel moment de avioanele aliate, a început să fie patrulat de avioanele cu rază medie de acțiune B-24 Liberator. În primăvara anului 1943, britanicii au fabricat un radar care opera în lungimile de undă centrimetrice, suficient de compact pentru a fi montat pe avioanele de patrulare înarmate cu grenade antisubmarin. Acest nou tip de radar a îmbunătățit mult detectarea țintelor și a făcut nefolositor sistemul german Metox. Acoperirea aeriană a fost îmbunătățită odată cu introducerea în cadrul patrulelor a portavioanelor mici britanice, iar mai târziu a marilor portavioane de escortă americane. Avioanele americane îmbarcate pe portavioane de tip Grumman Wildcat au asigurat acoperirea aeriană eficientă în timpul traversării Atlanticului.
A crescut în mod semnificativ număr de nave de escortă disponibile, atât ca rezultat al programului american de construcție, dar și ca rezultat al eliberării vaselor care fuseseră implicate în debarcările din Africa de nord din noiembrie și decembrie 1942. Americanii au lansat un program de construire a unor „distrugătoare de escortă” ieftine, similare fregatelor britanice, care erau mult mai puțin costisitoare decât marile distrugătoare ale flotei britanice, ca și un program de lansare la apă a numeroase corvete. Toate aceste vase militare nu numai că asigurau o pază suficient de numeroasă a convoaielor, dar puteau forma și grupuri de vânătoare a submarinelor.
Spargerea codurilor navale germane le-a premis convoaielor aliate să evite de multe ori haitele de submarine, sau să vâneze submersibelele a căror poziție fusese descoperită de radare sau decriptorii britanici.
În câștigarea bătăliei Atlanticului, un rol important l-a avut producția americană de vapoare, atât militare cât și civile, ritmul lansării la apă a acestor vase fiind practic mult mai mare decât cel al scufundării lor de către submarinele germane, ceea ce a dus la victoria în „războiul de uzură al tonajului”.
Forțele aeriene aliate au dezvoltat tactici și tehnologii care au făcut ca bazele submarinelor germane din Golful Biscaya să fie extrem de nesigure. Dotarea avioanelor aliate cu proiectoarele Leigh a permis creșterea preciziei atacurilor de noapte împotriva submarinelor care își reîncărcau acumulatoarele pe întuneric, la suprafață. Luftwaffe a încercat să răspundă atcurilor aliate prin asigurarea acoperirii aeriene a submarinelor care plecau sau se întorceau din patrulare în Atlantic.

## Ultima perioadă (iunie 1943 – mai 1945)
Germanii au pierdut cursa tehnologică. În următorii doi ani, au fost scufundate din ce în ce mai multe submarine. Odată ce „bătălia tonajelor” a fost câștigată de Aliați, tot mai multe materiale au fost depozitate în Anglia în vederea deschiderii celui de-al doilea front european. Germanii au făcut încercări disperate să încline balanța bătăliei în favoarea lor.
Germanii au pus la punct noul submarin tip VII, doatat cu baterii antiaeriene, detectoare de radar și în cele din urmă cu tuburi de respirație, care le permitea să navigheze sub apă fără să oprească motoarele Diesel. În ciuda tuturor acestor inovații, atacurile împotriva submarinelor au devenit mult mai eficiente odată cu trecerea timpului, forțele aeriene aliate ajungând până acolo încât atacau submersibilele germane chiar în momentele în care părăseau bazele din Golful Biscayei.
Începând din anul 1943, bombardamentele germane Heinkel He 177 doate cu bombe ghidate au fost folosite pentru atacarea convoaielor cu un oarecare succes. Datorită superiorității aeriene aliate, bombardierele germane nu au fost totuși o amenințare serioasă pentru Royal Navy.
Inventarea de către germani a torpilei ghidată acustic, care folosea pentru detectarea vaselor inamice zgomotul elicelor a avut eficiență numai în primele trei zile de la prima lansare, canadienii dezvoltând rapid un sistem simplu și eficient de apărare, un bloc remorcat din țevi vechi plutitoare, care distorsiona zgomotul propulsoarelor vapoarelor.
La sfârșitul războiului, (1944 – 1945), germanii au lansat la apă submarinul cu propulsare electrică îmbunătățită „Elektroboot" tip XXI și submarinul cu rază scurtă de acțiune tip XXIII. Submarinul tip XXI avea o viteză de deplasare sub apă de 17 noduri (~32 km/oră), aproape tot atât de mare cu a vaselor de escortă aliate. Lansarea producției de masă a noilor submarine a întârziat foarte mult și acestea nu au avut vreo contribuție în lupta cu vasele aliate.
Ultima luptă submarină a bătăliei Atlanticului a avut loc pe 5 mai 1945.  Comandantul șef al submarinelor germane (Befehlshaber der Unterseeb) Karl Dönitz a ordonat tuturor submersibilelor germane să înceteze operațiunile de luptă și să reîntoarcă la bazele lor, lăudând echipajele: „ați luptat ca leii!”.  Echipajul submarinului U-853, care se afla la pândă lângă Rhode Island, nu a recepționat ordinul. El a lansat un atac cu torpile împotriva vasului mineralier SS Black Point, care transporta cărbune. După 15 minute de la atac, mineralierul s-a scufundat, fiind ultimul vas comercial american scufundat în timpul războiului. Submarinul a fost atacat de patru vase de război americane în prima zi și de alte două ziua următoare. Submarinul german a fost descoperit și distrus la o adâncime de 18 fathom (33 m), toți cei 55 de ofițeri și marinari de la bord fiind uciși. Acesta a fost ultimul submarin german distrus în timpul războiului.

## Urmări

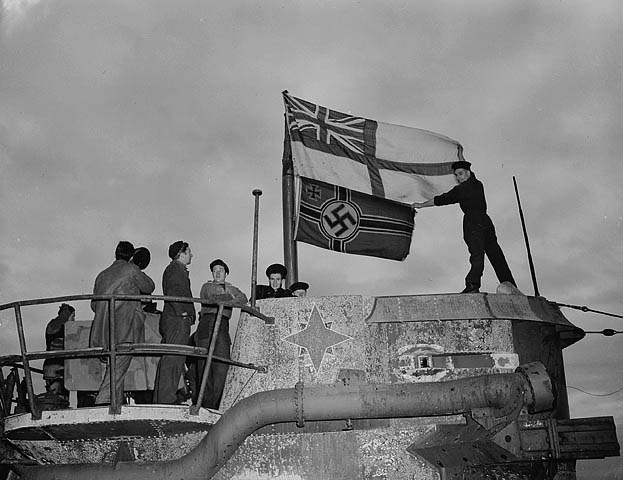
Un marinar canadian arborând drapelul „Sfântului George” – pavilionul naționel englezesc – pe un submarin german capturat

Germanii au eșuat în încercarea de sugrumare a traficului cu materiale strategice către insulele britanice, aceasta ducând la crearea unei formidabile forțe de invazie care avea să declanșeze debarcarea din Normandia, care avea să asigure în final înfrângerea Germaniei Naziste.
Victoria aliată a fost scump plătită: între 1939 și 1945, 3.500 vase aliate au fost scufundate (cu un tonaj brut de 14,5 milioane t) și au fost distruse 783 de submarine germane.
| Aliați                | Germani         |
| --------------------- | --------------- |
| 30.248 marinari       | 28.000 marinari |
| 3.500 vase comerciale | 783 submarine   |
| 175 vase de război    |                 |